# Produttore di console
Un produttore di console è una compagnia che progetta, fabbrica e distribuisce una console per videogiochi. Se producono anche dei propri giochi per le loro console sono anche chiamati first-party o distributori primi. I produttori di videogiochi affiliati a chi fornisce la console sono invece chiamati second-party, mentre chi è indipendente rispetto a chi fabbrica le console vengono chiamati third-party, o sviluppatori terzi.
Storicamente i più conosciuti fabbricanti di console sono:
- Atari - primo grande produttore di console, leader prima del crash dei videogiochi degli anni ottanta ora sviluppatore terzo controllato da Infogrames;
- Nintendo - l'azienda più vecchia del mercato dei videogiochi; leader nell'epoca degli 8 bit e in posizione dominante nel mercato delle console portatili, produce anche la |serie Wii, la più venduta della settima generazione;
- SEGA - produttore dominante nel primo periodo dell'epoca dei 16 bit, ora third-party;
- Sony - azienda produttrice della serie PlayStation, la più venduta della quinta e sesta generazione;
- Microsoft - entrata da pochi anni nel mercato delle macchine da gioco dedicate, produce la serie Xbox e rappresenta il principale produttore di piattaforme americano.

## Industria
Questo settore è particolarmente volubile. Ogni generazione di console, che dura tipicamente 5-7 anni, attraversa cambiamenti significativi nella propria fetta di mercato. Ad esempio il Nintendo Entertainment System controllava il 90% del mercato nell'era degli 8 bit, poi sceso al 60% nell'era dei 16 bit, principalmente a causa dell'introduzione del Sega Mega Drive. A sua volta la SEGA crollò con il Sega Saturn nell'era dei 32/64 bit, la nuova arrivata Sony passò in testa e la Nintendo rimase al secondo posto con il Nintendo 64. Nel 2005, durante la sesta era dei videogiochi, la Sony è ancora in testa con la PlayStation 2, mentre Nintendo (GameCube) e Microsoft (Xbox) hanno all'incirca le stesse quote.
Una strategia tipica di questa industria è vendere le proprie console a basso prezzo (eventualmente anche sottocosto), per incoraggiare l'afflusso di nuovi clienti; il tornaconto sta poi nell'aumento delle vendite del software.

## Retrocompatibilità
La retrocompatibilità, ovvero la possibilità di eseguire anche i giochi delle console più vecchie, è una caratteristica importante per le console più nuove. La Nintendo ha avuto successo rendendo il Game Boy Advance compatibile con Game Boy e Game Boy Color, in seguito la Sony ha fatto altrettanto con PlayStation e PlayStation 2. La strategia è continuata con Nintendo DS, Nintendo Wii e parzialmente con PlayStation 3.

## Il vantaggio della prima mossa
Il vantaggio della prima mossa, di alcuni produttori di consoles d'altro canto può essere una strategia rischiosa. Al contempo, ci sono alcuni casi nei quali le console sono divenute un successo perché lanciate in un periodo specifico (degno di nota è l'esempio di Sega con la sua Megadrive durante l'era dei 16 bit), il successo della "prima mossa" non è sempre così garantito. La Sega provò nuovamente, ma con un fallimento, lanciando nuovamente per prima, l'era dei 128-bit, con la sua Dreamcast. Sfortunatamente per Sega, molti consumatori decisero che sarebbe stato meglio aspettare l'uscita di Playstation 2, che fu lanciata a breve. Lanciando la Xbox 360 prima della concorrenza, Microsoft ha beneficiato fortemente del "vantaggio della prima mossa".

## Ex produttori di console
- Coleco - fallita
- Commodore - fallita, poi rifondata ma non facente più parte del mercato
- Emerson
- Magnavox - fallita, poi rifondata ma non facente più parte del mercato
- Mattel
- Milton Bradley Company
- NEC - uscita dal mercato ma ancora fornitore di Nintendo
- Philips
- RCA
- SNK - fallita, poi rifondata ma ora è un produttore terzo
- Tiger Electronics

## Produttori di console su licenza
- Aiwa - licenza Sega
- Bandai - licenza Apple
- JVC - licenza Sega
- LG Electronics (ex Goldstar) - licenza di 3DO
- Majesco - licenza Sega
- Panasonic - licenza di 3DO, licenza di Nintendo
- Samsung - licenza Sega
- Sanyo - licenza di 3DO
- Sharp Corporation - licenza di Nintendo
- Victor - Licenza Sega